# 塞拉诺塔

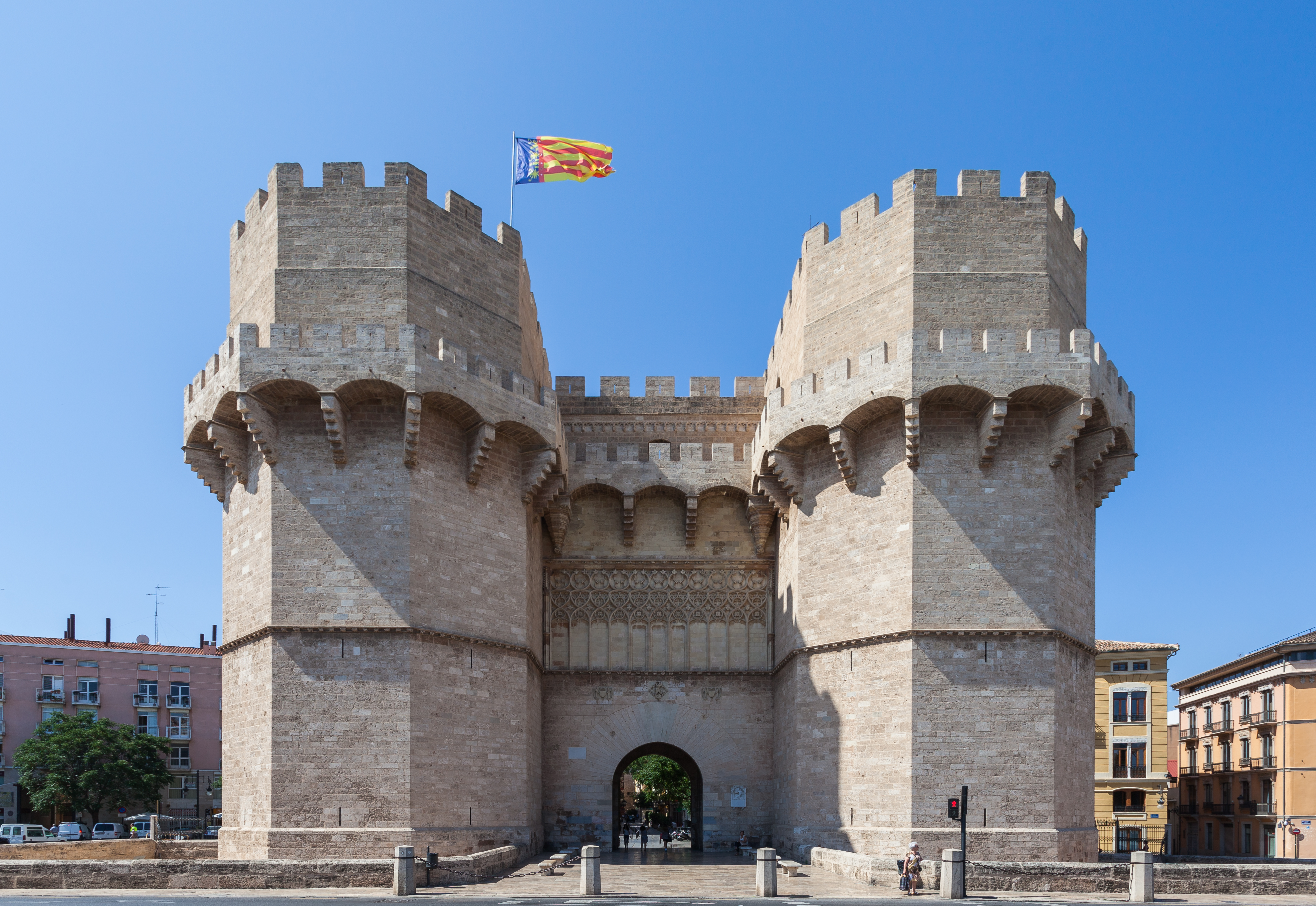

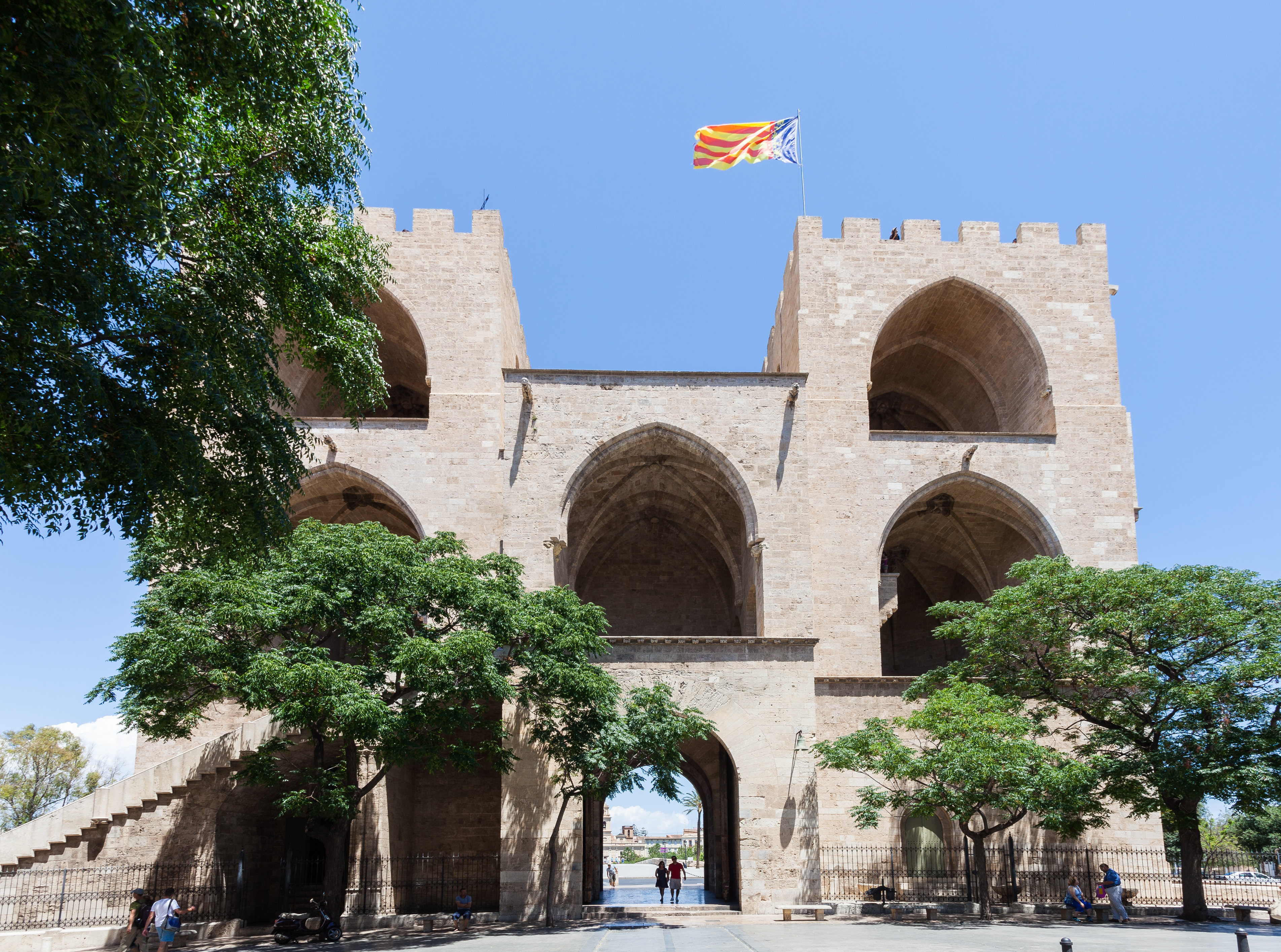

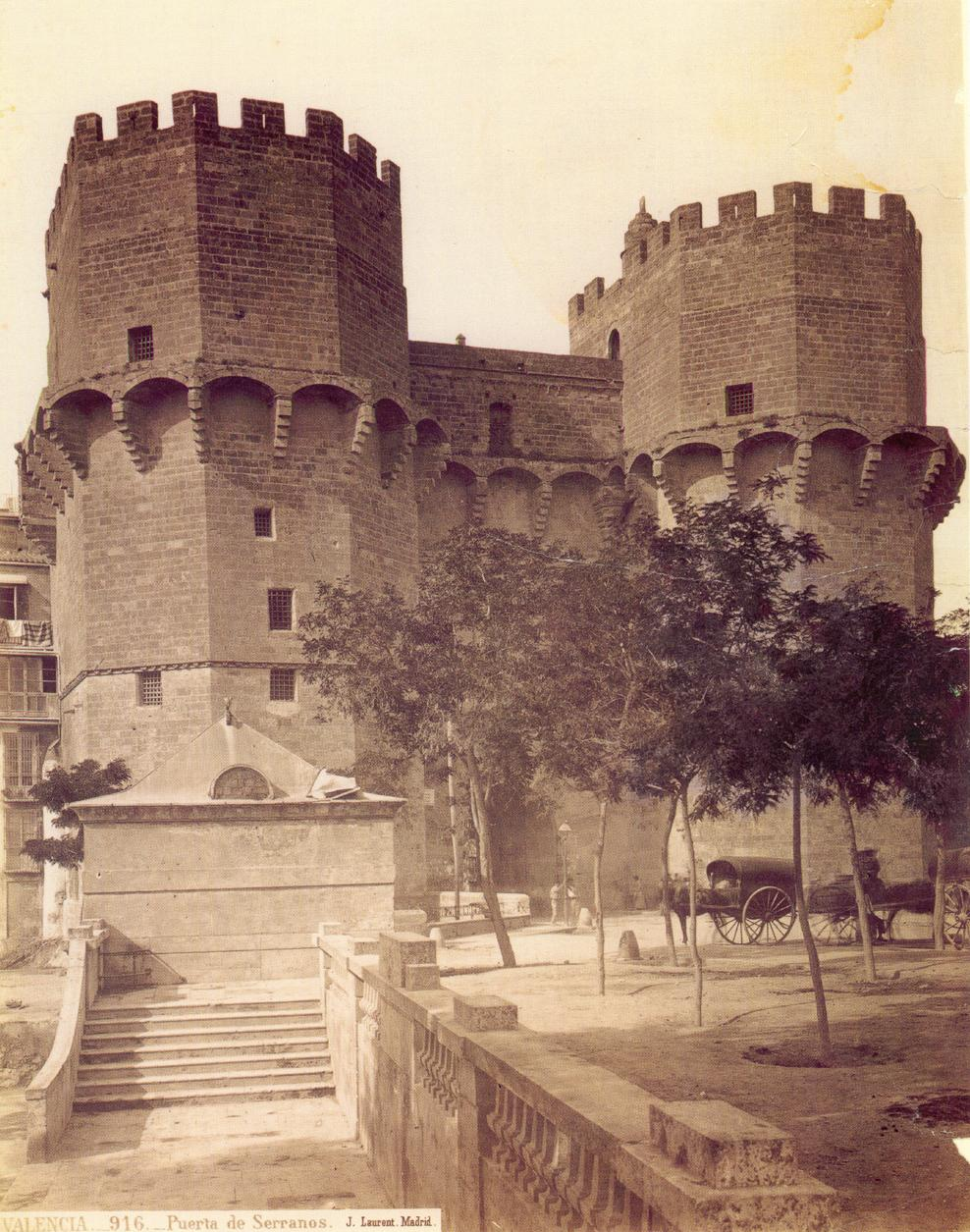
1870年的塔楼

39°28′45″N 0°22′33″W / 39.479293°N 0.375933°W
塞拉诺塔（巴倫西亞語：[ˈpɔɾta ðels seˈrans], [ˈpweɾta ðe seˈranos]）是西班牙巴伦西亚城的基督徒城墙（Muralla cristiana）的十二座城门之一。它建于14世纪末（1392年至1398年），哥特式风格。它的名字可能是因为在海梅一世统治时期，附近的大多数居民来自特鲁埃尔周围的地区，巴伦西亚人通常称这些人为“塞伦人”（serrans，山地人），也可能是以塞伦家族命名。
它是一个重要的地标，也是巴伦西亚保存最完好的纪念碑之一。1865年，在省长西里里奥·阿莫罗斯（Cirilio Amorós）的命令下，古城墙被推倒。在这座古城墙中，只有塞拉诺塔、15世纪的夸特塔以及其他一些考古遗迹和废墟，如犹太之门（Puerta de los Judíos）的遗迹幸存下来。塞拉诺塔建于14世纪的1392年，由佩雷·巴拉格尔（Pere Balaguer）建造。它是这座城市的主要入口，最初是用来防御的。从1586年到1887年，这些塔被用作贵族的监狱。

## 历史
塞拉诺塔受巴伦西亚政府委托，由建筑师佩雷·巴拉格尔（Pere Balaguer）建造，其灵感来自其他一些带有多边形塔楼的哥特式大门，如莫雷利亚的圣米克尔门（Porta de Sant Miquel）和波夫莱特修道院的皇家大门（Porta Reial），体现热那亚的影响。
1392年4月6日开始施工。这些墙用非常坚固的石头组成，因为它们的主要用途是防御工事。然而，为了给这座建筑带来更豪华、更尊贵的外观，又覆盖石灰石，主要来自附近的阿尔希内特。工程于1398年3月完工。在很长一段时间里，它的主要目的是在被围困或袭击时保卫城市，但也经常用于仪式，如大使和国王的官方欢迎仪式，因为它被认为是城市的主要入口。
1586年瓦伦西亚的一座主要监狱被烧毁后，塔楼变成了骑士和贵族的监狱，直到1887年囚犯被转移到圣奥斯汀修道院。从那时起，它们被用于不同的用途，例如用于各种官方仪式和博物馆。
西班牙内战期间，普拉多博物馆的艺术品存放在这座建筑中，进行了一些必要的修改；1936年12月，二楼铺设了一层90厘米厚的钢筋混凝土，以保护存放在下层的艺术品，以防塔楼在轰炸中受损或被毁。钢筋混凝土表面覆盖着一层一米厚的稻壳（以缓冲冲击）和一层一米厚的土壤。三楼还铺了一层一米厚的土，平台上覆盖沙袋。此外，还安装了自动湿度和温度控制系统。工程由艺术珍宝委员会建筑师何塞·利诺·瓦蒙德（José Lino Vaamonde）指挥。

## 现状

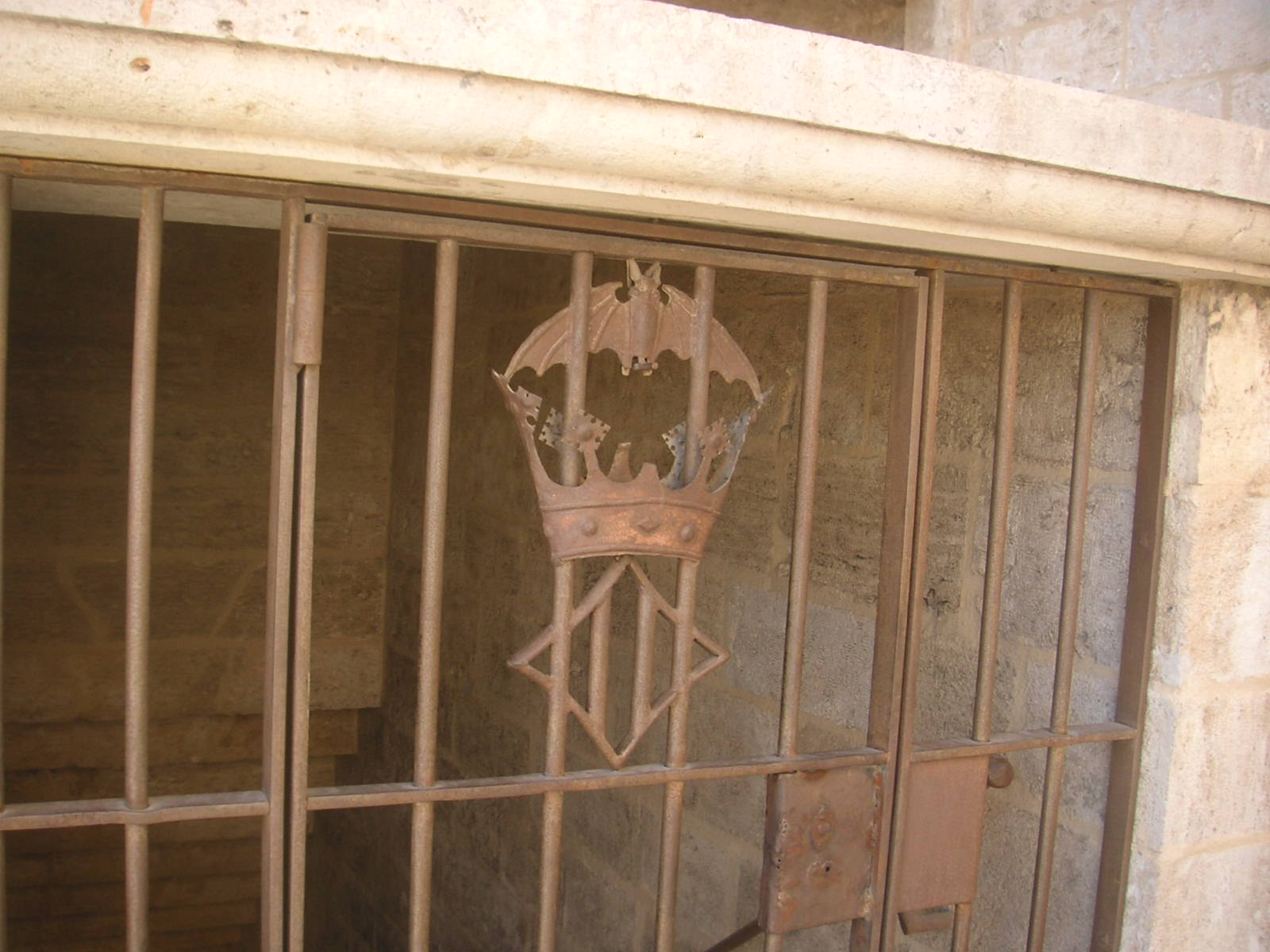

与夸特塔一样，在拆除城墙后，塞拉诺斯塔因用作监狱，而幸存下来，但该建筑，尤其是其内部结构遭到破坏。通往建筑内部的大拱门被围墙围住，塔顶上的城垛消失了。1871年，市议会决定填埋大门前的沟渠。1893年至1914年间，由雕塑家何塞·艾克萨（José Aixá）指导，圣卡洛斯皇家学院（Real Academia de San Carlos）对其进行了修复。2000年，石材表面被清理干净，使这栋建筑呈现出现在的样子。
塞拉诺塔目前向公众开放。从楼顶，游客可以登顶欣赏巴伦西亚市的美景。它们还用于巴伦西亚市的各种官方仪式，其中最著名的是法雅节的开幕式“克里达”。2月的最后一个星期日，法雅皇后（Fallera Mayor）在建筑前的平台上宣布法雅节开始。